# 埃舍巴赫河
47°20′59″N 8°26′23″E / 47.34970°N 8.43976°E

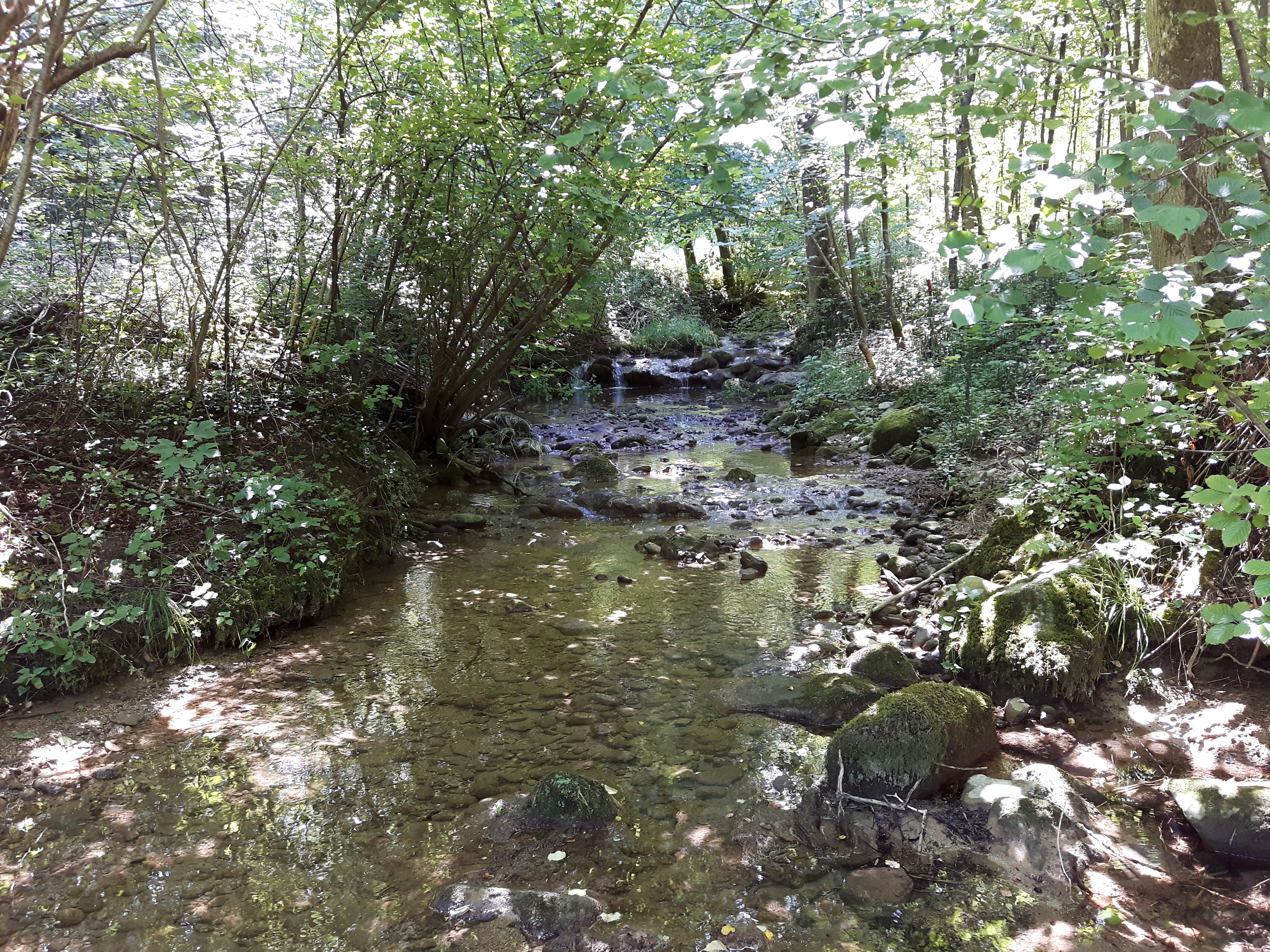

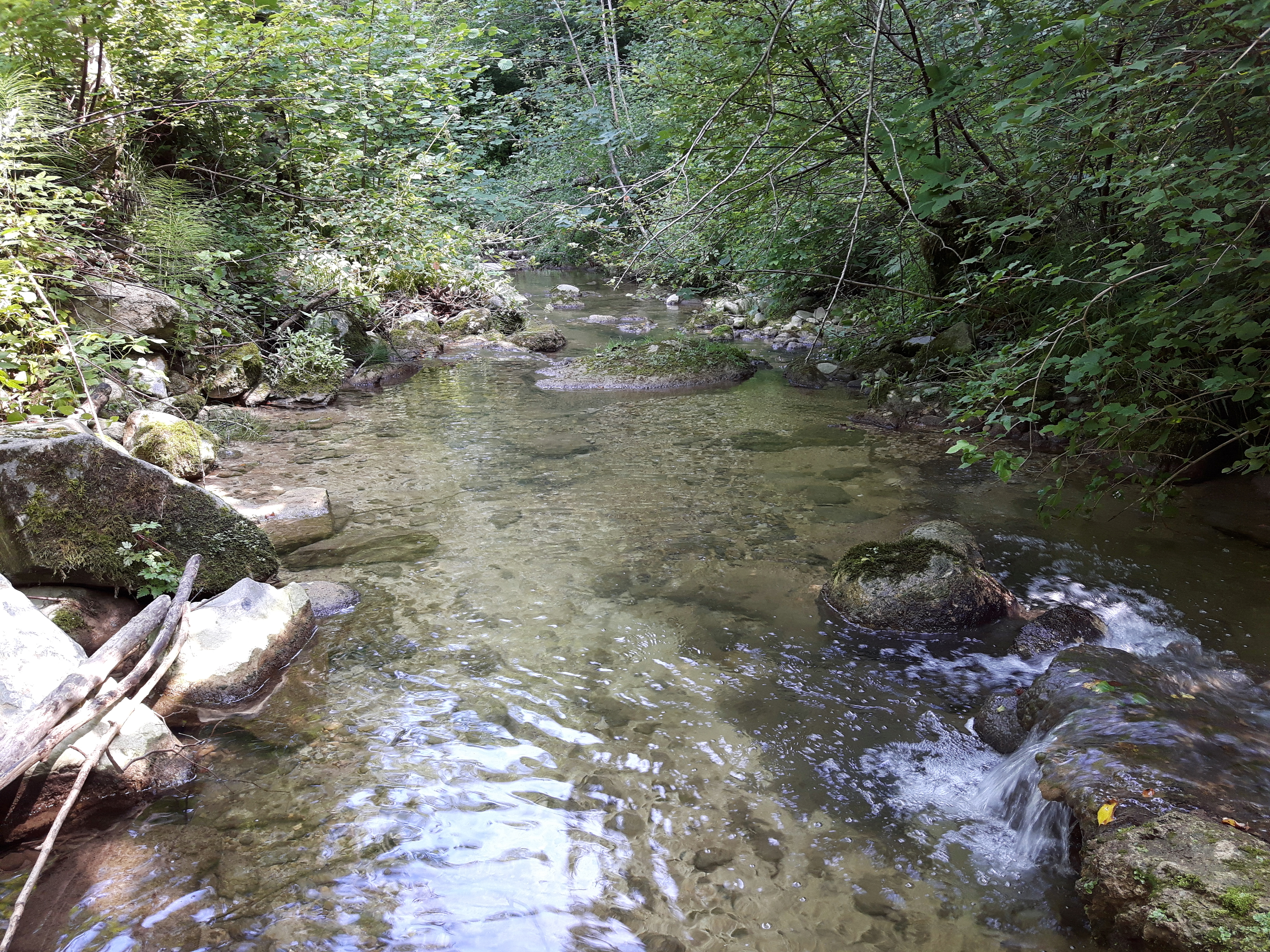

埃舍巴赫河是瑞士的河流，位於該國北部，流經阿爾高州和蘇黎世州，屬於維里巴赫河的左支流，河道全長3.2公里，流域面積3.7平方公里，發源自阿爾尼附近，河口處在比門斯多夫。